# Molophilus gracilis
Molophilus gracilis är en tvåvingeart som beskrevs av Frederick Askew Skuse 1890. Molophilus gracilis ingår i släktet Molophilus och familjen småharkrankar. Inga underarter finns listade i Catalogue of Life.